# László Sepsi
László Sepsi (ur. 7 czerwca 1987 w Luduș) – rumuński piłkarz występujący na pozycji obrońcy.

## Kariera klubowa
Sepsi zawodową karierę rozpoczynał drugoligowym klubie Gaz Metan Mediaș. W jego barwach debiutował w sezonie 2004/2005. W lidze zagrał wówczas 24 razy i zdobył jedną bramkę. Latem 2005 roku został wypożyczony do francuskiego Stade Rennais. Spędził tam jeden sezon. W tym czasie wystąpił w 17 meczach rezerw, a pierwszej drużynie nie zdołał zadebiutować. W lipcu 2006 roku powrócił do Gaz Metanu. Miesiąc później odszedł do pierwszoligowego klubu Gloria Bistrița. Od czasu debiutu był tam podstawowym zawodnikiem. W Glorii spędził w sumie dwa sezony. Łącznie rozegrał tam 45 spotkań.
W styczniu 2008 za kwotę 2,5 miliona euro trafił do portugalskiej Benfiki Lizbona. W Superlidze zadebiutował 17 lutego 2008 w wygranym 2-0 meczu z Naval 1º Maio. W debiutanckim sezonie 2007/2008 w lidze zagrał siedem razy. Latem 2008 został wypożyczony do hiszpańskiego Racingu Santander. W Primera División pierwszy występ zanotował 31 sierpnia 2008 w zremisowanym 1-1 spotkaniu z Sevilla FC. W sezonie 2008/2009 uczestniczył z klubem w rozgrywkach Primera División.
W 2010 roku Sepsi wrócił do Rumunii i podpisał kontrakt z klubem Politehnica Timișoara. Następnie grał w FCM Târgu Mureș, a w 2012 roku został zawodnikiem CFR 1907 Cluj. W 2014 roku przeszedł do ASA Târgu Mureș.

## Kariera reprezentacyjna
Sepsi jest byłym reprezentantem Rumunii U-21. Rozegrał w niej 13 spotkań. W dorosłej kadrze zadebiutował 26 marca 2007 w wygranym 3-0 towarzyskim meczu z Rosją.